# SRH Holding
Die SRH Holding (ehemals Stiftung Rehabilitation Heidelberg) ist eine private Stiftung bürgerlichen Rechts (SdbR) mit Sitz in Heidelberg. Sie weist mit 1,072 Milliarden Euro gemäß dem Bundesverband Deutscher Stiftungen die höchsten Gesamtausgaben aller deutschen Stiftungen privaten Rechts auf.
Die Stiftung ist Dachgesellschaft eines Konzerns aus mehreren Tochterunternehmen, die im Gesundheits-, Bildungs- und Sozialwesen tätig sind. Zur SRH gehören private Hochschulen, allgemeinbildende und berufliche Schulen, Fachschulen, Bildungszentren für Weiterbildung und berufliche Rehabilitation sowie Krankenhäuser und Rehabilitationskliniken.
Die SRH ist Mitglied des Diakonischen Werks der Evangelischen Landeskirche in Baden.

## Geschichte
Die Gründung geht zurück auf eine Initiative des evangelischen Arbeiterwerks Heidelberg, aus der heraus am 5. September 1955 die Gründung des Vereins Stoeckerwerk e. V. erfolgte. Ziel dieses Vereins war zunächst die Umschulung von Kriegsversehrten, später dann die Rehabilitation von Behinderten. Außerdem wurden Wohnheime für Arbeiter und Werkstudenten betrieben.
Die Vereinsziele wurden spezifiziert mit der Gründung der Stiftung Berufsförderungswerk Heidelberg am 4. Februar 1966. Das Stiftungsziel war, Einrichtungen zur umfassenden Rehabilitation körperbehinderter Menschen zu betreiben. Am 1. Januar 1971 wurde der Name in Stiftung Rehabilitation Heidelberg geändert; deren Initialen SRH blieben auch nach mehrfacher Umstrukturierung des Unternehmens in den folgenden Jahrzehnten als Namenskürzel erhalten.
Das Einheitsunternehmen Stiftung Rehabilitation wurde durch eine Satzungsänderung vom 1. November 1995 in einen Konzern mit rechtlich selbständigen Tochterunternehmen und diversen Unternehmensbeteiligungen umgewandelt, der Stiftungszweck auf die „Erbringung von Dienstleistungen des Gesundheits-, Bildungs- und Sozialwesens“ erweitert. Dies spiegelte sich auch in der am 15. April 1999 erfolgten neuerlichen Namensänderung in SRH Holding wider, verbunden mit der Umbenennung des „Stiftungsrats“ in „Aufsichtsrat“.

## Vorstandsvorsitzende
- 1985–2015: Klaus Hekking
- seit 2015: Christof Hettich

## Unternehmensbereich Bildung
Die SRH betreibt bundesweit private Hochschulen, Schulen und Fachschulen und bietet Menschen mit Krankheit oder Behinderung individuelle Bildungsangebote.

### Schulen, Fachschulen, Berufliche Rehabilitation
Die SRH Bildung GmbH betreibt bundesweit Schulen und Fachschulen und bietet Menschen mit Krankheit oder Behinderung individuelle Bildungsangebote:
Ein Schulzentrum mit mehreren Bildungsgängen in Neckargemünd (Baden-Württemberg) und zwei Schulen in Dresden (Sachsen) (Stand 2017):
- Die Stephen-Hawking-Schule (SHS) in Neckargemünd ist eine staatlich anerkannte Privatschule für Tages- und Internatsschüler. In zehn allgemeinbildenden und beruflichen Bildungsgängen von der Grundschule bis zum Gymnasium werden körperbehinderte und nicht-behinderte Kinder und Jugendliche gemeinsam unterrichtet (inklusive Pädagogik). Die speziellen Bedürfnisse körperbehinderter Kinder und Jugendlicher werden durch verschiedene pädagogische und therapeutische Einrichtungen der Schule ausgeglichen.[9]
- Die SRH Montessori-Grundschule in Dresden ist eine staatlich anerkannte Privatschule, hervorgegangen aus einer Elterninitiative. Die Kinder werden in jahrgangsübergreifenden Lerngruppen unterrichtet.[10]
- Die SRH Oberschule Dresden ist eine staatlich genehmigte private Oberschule. Die staatliche Anerkennung erfolgte am 5. Februar 2020.[11]

Die SRH Fachschulen GmbH bietet an den Standorten Heidelberg, Düsseldorf, Karlsbad, Karlsruhe, Bonn, Leverkusen, Stuttgart, Frankfurt am Main und Bad Bentheim Ausbildungen und Studiengänge in den Branchen Gesundheit, Soziales sowie IT und Medien.
An den Standorten in Neckargemünd, Dresden, Heidelberg, Karlsbad und Wiesloch sowie bei zahlreichen Filialen und Zweigstellen erhalten Menschen im Fall von Krankheit oder Behinderung Ausbildungen, Umschulungen und Hilfe bei der Integration ins Berufsleben. Das Reha-Zentrum in Karlsbad wurde Mitte 2024 geschlossen. Die größten Standorte (Stand 2017) sind das Berufsbildungswerk Neckargemünd und das Berufsbildungswerk Sachsen.

### Hochschulen
Die SRH Higher Education GmbH betreibt sieben private staatlich anerkannte Hochschulen und eine Universität im SRH Verbund:
- SRH Hochschule Heidelberg – Schwerpunkte: Informatik, Sozial- und Rechtswissenschaften, Betriebswirtschaft, Therapiewissenschaften, Psychologie, Maschinenbau und Architektur. Auf dem SRH Campus Heidelberg gibt es ein Seminarzentrum mit 12 Tagungsräumen sowie ein Gästehaus mit Übernachtungsmöglichkeiten. 2017 wurde das Campus Calw eingegliedert: SRH Hochschule für Wirtschaft und Medien Calw – Schwerpunkte: Medien- und Kommunikationsmanagement, Betriebswirtschaftslehre, Unternehmensführung
- SRH Berlin University of Applied Sciences mit insgesamt fünf Schools: Berlin School of Management und Berlin School of Technology (ehemals SRH Hochschule Berlin), Berlin School of Popular Arts (ehemals SRH Hochschule der populären Künste, hdpk), Berlin School of Design and Communication (ehemals SRH Hochschule für Kommunikation und Design, design akademie berlin) und Dresden School of Management. Schwerpunkte: Management und Unternehmertum, Medien- und Kreativwirtschaft, Technik und IT, Musik und Sounddesign
- EBS Universität für Wirtschaft und Recht in Wiesbaden und Oestrich-Winkel
- SRH Fernhochschule – The Mobile University – Schwerpunkte: Digitalisierung & Technologie, Gesundheit & Soziales, Psychologie & Kommunikation, Wirtschaft & Management
- SRH Hochschule in Nordrhein-Westfalen, Hamm – Schwerpunkte: Logistik, Wirtschaft, Sozialwissenschaft und Psychologie
- SRH Hochschule für Gesundheit Gera und an weiteren sechs Standorten in Baden-Württemberg und Nordrhein-Westfalen – Schwerpunkt: Psychotherapie, Bildung und Förderung in der Kindheit, Gesundheitsberufe, Medizinpädagogik
- Universidad Paraguayo Alemana (UPA), Asunción – Schwerpunkte: Wirtschafts- und Ingenieurwissenschaften
- SRH Wilhelm Löhe Hochschule, Fürth – Schwerpunkte: Gesundheits- und Pflegeversorgung

## Unternehmensbereich Gesundheit
Die SRH Gesundheit GmbH betreibt zwölf Akutkrankenhäuser in Baden-Württemberg, Thüringen und Sachsen-Anhalt:
- SRH Klinikum Karlsbad-Langensteinbach GmbH (seit 1970)
- SRH Kurpfalzkrankenhaus Heidelberg GmbH (seit 1972)
- SRH Fachkrankenhaus Neresheim GmbH (seit 1993)
- SRH Zentralklinikum Suhl GmbH (seit 1998)
- SRH Wald-Klinikum Gera GmbH (seit 2003)
- SRH Krankenhaus Oberndorf a.N. GmbH (75 % Mehrheitsbeteiligung, seit 2011)
- SRH Kliniken Landkreis Sigmaringen GmbH (51 % Mehrheitsbeteiligung, seit 2014)
  - SRH Krankenhaus Sigmaringen
- SRH Krankenhaus Waltershausen-Friedrichroda GmbH (seit 2014)
- SRH Klinikum Burgenlandkreis GmbH (seit 2020)[17]
  - SRH Klinikum Naumburg
  - SRH Klinikum Zeitz

Außerdem betreibt die SRH Gesundheit GmbH sechs Rehabilitationskliniken in Baden-Württemberg und Sachsen-Anhalt:
- SRH Gesundheitszentrum Bad Wimpfen GmbH
- SRH Gesundheitszentren Nordschwarzwald GmbH (seit 2017)
  - SRH Gesundheitszentrum Waldbronn (ehemals Ruland Klinik Waldbronn)
  - SRH Gesundheitszentrum Bad Herrenalb (ehemals Ruland Fachklinik Falkenburg)
  - SRH Gesundheitszentrum Dobel (ehemals Ruland Waldklinik Dobel)
- Medinet GmbH (seit 2012)
  - SRH Medinet Burgenlandklinik Bad Kösen
  - SRH Medinet Fachklinik Alte Ölmühle in Magdeburg

## Weitere Gesellschaften
- FORUM Institut für Management GmbH
- SRH Hotel Handels- und Betriebs GmbH (Hotel Chester)
- SRH Beteiligungs GmbH: SRH YourService GmbH, SRH IT Solutions GmbH und SRH Shared Services GmbH

## Stiftungstätigkeit
Um die Weiterentwicklung im Gesundheits-, Bildungs- und Sozialwesen zu fördern, hat die Stiftung im Jahr 2016 wissenschaftliche Projekte und praktische Maßnahmen  mit insgesamt 250.000 € unterstützt, teilweise an eigenen Hochschulen.